# Vermontba feledkezve
A Vermontba feledkezve (eredeti cím: Falling for Vermont) 2017-ben bemutatott amerikai romantikus televíziófilm, melyet David Winning rendezett. A főszerepben Julie Gonzalo, Benjamin Ayres és Lauren McNamara látható.
Egy bestseller írónő autóbaleset következtében amnéziát kap, még a saját nevét is elfelejti. Egy idilli kisváros helyi orvosa kezdi ápolni. 

## Cselekmény
Angela Young a szerzője The Time Visitor című sikeres könyvsorozatnak, ami elsősorban fiataloknak szóló, időutazós fantasy regényekből áll, amikből filmet is készítettek. A sorozat népszerűsítéséhez (és a minél nagyobb profit eléréséhez) Angela menedzsere (és szeretője) szerint szükséges, hogy Angela megállás nélkül dedikálásokon, filmbemutatókon és tévés talk show-kban vegyen részt, igen szoros időzítéssel, azaz folyamatosan egyik helyszínről a másikra kell rohannia. Angela nővére, Cynthia, az egyik személyi asszisztense. 
Angela még nem szakadt el teljesen a valóságtól (a körülötte élőkkel ellentétben). Csak egy kis szünetet szeretne magának, hogy megtapasztalhassa az aktuális évszakot, az őszt: Lombot akarok látni, almát akarok szedni, tököt akarok faragni, ŐSZ van, srácok! - Angela így könyörög a személyzetének/családjának. De Angela Young számára a dolgok nem fognak lelassulni. Repülőjárat Pekingbe, és a kiadója újabb három könyvre szóló szerződést kötött, a beleegyezése nélkül.
Angela azonban nem akar többé időutazó tizenévesekről írni; ha kis időre is, de mindenképpen ki akar szállni a mókuskerékből, és majd valamikor később más stílusú, más témájú könyvet szeretne megírni.
Amikor Cynthia a pulton hagyja az autója kulcsait, Angela megragadja az alkalmat, észrevétlenül kislisszol a stúdióból, beugrik a kék Pontiacba, és különösebb konkrét cél nélkül Vermont felé veszi az irányt, hogy egy kis időt töltsön magával. 
Az idő viharosra fordul, miközben egy erdei úton halad, egy fa kidől az útra, ő elrántja a kormányt, az autó lesodródik az útról és összetörik. Angela nem csak az eszméletét veszti el, hanem az emlékezetét is.
Az úton bizonytalan léptekkel elindul, de amikor megtalálja a helyi seriff, a nő zavarodottan viselkedik, még a saját nevére sem emlékszik, vagy arra, hogy honnan-hová tartott. Az iratai nincsenek nála és később kiderül, hogy a mobilja is a kocsiban maradt (az útról lesodródott kocsit 10 nap elteltével két túrázó fiatal találja meg). 
Mivel a nőnek nincsenek komoly sérülései, a közeli kisváros orvosa (egyedülálló apuka két fiatal gyerekkel) felajánlja vendégházát, amíg a nő emlékezete vissza nem tér. Közben (orvosilag) szemmel tarthatja, és figyelheti a fejlődését.  Ám ahogy a nő zökkenőmentesen beilleszkedik a családi életükbe, el kell döntenie, hogy vissza akarja-e kapni a korábbi, elfelejtett életét.
Közösen kitalálják, hogy nem fogják használni a hivatalosan adott Jane Doe személynevet, hanem elnevezik Elizabeth-nek. Ezután Dr. Jeff rábeszéli Elizabeth-et, hogy sétálgasson a városban, hátha az felfrissíti a memóriáját. 
A nő a férfi kislányával, Emily-vel hamar megtalálja a közös témát, amikor a gyerekkel egy könyvesboltban találkozik, és kiderül róla, hogy nagyon szeret olvasni, különösen egy aktuális fantasy-sorozatot, a The Time Visitor-t. Később kiderül, hogy Emily író szeretne lenni, és szokott is történeteket írogatni. Elizabeth felajánlja, hogy segít neki az írásban, ha megengedi neki, hogy elolvassa, mit írt. Emily él a lehetőséggel, mivel az iskolában egy saját színdarabot szeretnének előadni, aminek a cselekményét Emily írja meg.
Elizabeth-nek pillanatokra beugranak korábbi élete emlékei. Egy vaku villanása visszaviszi őt a rajongókhoz, akik fényképezik őt; könyvének új filmadaptációja a tévében; könyvének dedikálása; és furcsa, hogy sokat tud a kenukról. A következő három napban Elizabeth megjavítja a használaton kívüli kenut, a gyerekek bevonásával lefestik, hogy meglepetést szerezzenek Dr. Jeffnek, és kettőjük között romantikus kapcsolat alakul ki. A gyerekek elárulják, hogy apjuk korábban szeretett kimenni a kenuval, de anyjuk halála óta nem foglalkozott vele.
Dr. Jeff közli Elizabeth-tel, hogy van egy etikai kódexe, amit nem szeghet meg, és ennek fontos szabálya, hogy pácienssel nem kezd romantikus kapcsolatot. Elizabeth tudomásul veszi.
Bostonban Elizabeth nővére és barátja végre bejelentést tesznek egy eltűnt személyről. Eddig azzal nyugtatták magukat, hogy pár napig pihen, és majd előkerül.
Cynthia kék Pontiacját felfedezik egy árokban. Cynthia  Vermontba indul. 
Dr. Jeff ráébred, ahogy Elizabeth emlékei lassan visszatérnek, hogy hamarosan véget ér a romantikus kalandozás az emlékezet nélküli lánnyal. 
Elizabeth-Angela visszanyeri az emlékezetét, miközben a városi könyvesboltban a legújabb Time Visitor című könyv szerzői életrajzát olvassa. 
De egyikük sem akarja elrontani a helyzetet, ezért megegyeznek abban, hogy a titkok felfedése előtt közösen kiélvezik az őszi fesztivált. Ebben benne vannak a szokásos szórakozások: alma mozgatása kéz nélkül;  fotófülkében készült képek; óriáskerekes utazás és tűzijáték.
Emily színdarabjának előadása után Elizabeth-Angela is felkerül a színpadra, mert olyan nagy segítség/inspiráció volt Emily számára. Elizabeth-Angela éppen el akarja mondani a városnak, hogy ki is valójában ő, amikor durván félbeszakítja a barátja és Cynthia, és úgy kiabálják a nevét, mintha valami bujkáló szélhámos lenne. Miután el kell fogadniuk a valóságot, Dr. Jeff és Angela elbúcsúznak egymástól.
Egy hónap telt el, mióta Angela újra munkába állt. Ismét reggeli talkshow-kban és hasonló programokban vesz részt. Egy interjú az utolsó csepp a pohárban, amikor a riporter rákérdez, hogy hol érezte legjobban magát. Angela szakít a barátjával/menedzserével.
Angela ismét kölcsönveszi nővére autóját, de csak azután, hogy Cynthia „ANGELA” feliratot rajzol a karjára egy filctollal. Aztán megérkezik Vermontba. 
Dr. Jeff a város pavilonjánál van, annál a pavilonnál, ahol az összes közös pillanat megtörtént köztük.
„Mi van a valódi életeddel?” - kérdezi Dr. Jeff.
„Ez az igazi életem.” - válaszolja Angela.

## Szereplők
- Julie Gonzalo – Angela Young, bestseller írónő / később „Elizabeth” (Kelemen Kata)
- Benjamin Ayres – Dr. Jeff Callan, helyi orvos (Zöld Csaba)
- Lauren McNamara – Emily Callan, Jeff kislánya
- Christian Michael Cooper – Alex Callan, Jeff kisfia (Kretz Boldizsár)
- Barbara Kottmeier – Cynthia Young, Angela nővére
- Peter Benson – Brad Thompson (Ágoston Péter)
- Doron Bell – Kevin Gaines seriff, aki megtalálja „Elizabeth”-et
- Jenn Griffin – Jane Callan (Vándor Éva)
- Mark Brandon – Bob Callan - Jeff szülei